# Samuel Scheidt

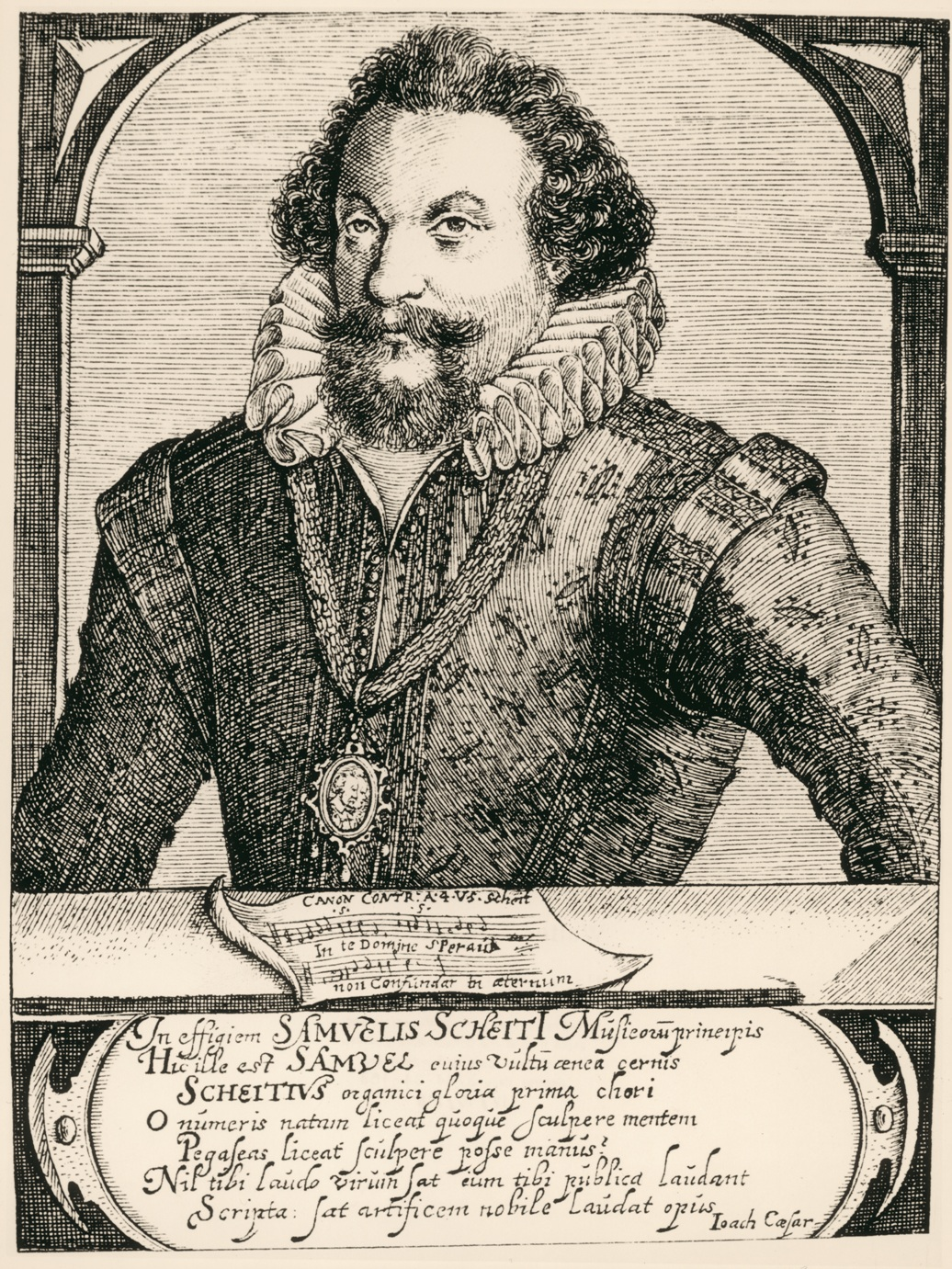
Samuel Scheidt

Samuel Scheidt (rửa tội 3 tháng 11 năm 1587 – 24 tháng 3 năm 1654) là một nhà soạn nhạc người Đức, nghệ sĩ trình diễn đàn organ và giáo viên vào thời kì tiền kì baroque.

## Cuộc đời sự nghiệp
Scheidt sinh ra ở Halle, sau khi học ở đó ông đã đến Amsterdam để học tập với Jan Pieterszoon Sweelinck. Ông là nhà soạn nhạc người Đức đầu tiên sáng tác cho Organ có ảnh hưởng đến quốc tế và thể hiện cho sự nở rộ của phong cách miền bắc nước Đức.
Âm nhạc của ông bao gồm hai loại chính: khí nhạc (với số lượng lớn tác phẩm sáng tác cho nhạc cụ phím và chủ yếu là đàn Organ) và thanh nhạc (A acapella). Ngoài ra ông còn viết các thể loại khác như Prelude, Fugue, Fantasias và các vũ điệu.